# Benzoin umbellatum
Benzoin umbellatum là loài thực vật có hoa trong họ Nguyệt quế. Loài này được (Thunb.) Rehder miêu tả khoa học đầu tiên năm 1919.